# Габриела Петрова
Габриела Петрова е българска състезателка по троен скок. Участник на Летните олимпийски игри в Токио (2020)

## Биография
Родена е на 29 юни 1992 година в Хасково. На европейското първенство за младежи през 2013 година в Тампере печели златен медал в същата дисциплина с резултат 13,91 метра. На европейското първенство в зала през 2015 в Прага печели сребърен медал с резултат 14,52 метра.
На 22 декември 2015 е избрана за Спортист на годината на България.
4-та на Световното първенство в Пекин (Китай) 2016 година.

## Рекорди
| Къде       | Къде       | Резултат | Град   | Дата             |
| ---------- | ---------- | -------- | ------ | ---------------- |
| Троен скок | На открито | 14,66 м  | Пекин  | 24 август 2015   |
| Троен скок | В зала     | 14, 55 м | Добрич | 15 февруари 2015 |